# Ligne verte du métro de Yokohama
Pour les articles homonymes, voir Ligne verte.
La ligne verte (グリーンライン, Gurīn Rain) est une ligne du métro de Yokohama au Japon. Officiellement ligne 4 du réseau, elle relie la station de Nakayama à celle de Hiyoshi. Longue de 13 km, elle traverse le nord de Yokohama en passant par les arrondissements de Midori, Tsuzuki et Kōhoku. Sur les cartes, sa couleur est verte et est identifiée avec la lettre G.

## Histoire
La ligne verte constitue la première partie d'un projet de ligne circulaire à Yokohama. Les travaux de construction ont débuté en 2001 et la ligne a été inaugurée le 30 mars 2008.

## Caractéristiques

### Ligne
- Écartement : 1 435 mm
- Alimentation : 1 500 V par caténaire
- Vitesse maximale : 80 km/h

### Tracé
|  |

### Liste des stations
La ligne verte comporte 10 stations, identifiées de G01 à G10. Le temps de parcours de la ligne est de 21 minutes.
| Numéro | Station             | Nom japonais     | Distance (km) | Correspondances                       | Arrondissement |
| ------ | ------------------- | ---------------- | ------------- | ------------------------------------- | -------------- |
| G01    | Nakayama            | 中山             | 0             | JR East : Yokohama                    | Midori         |
| G02    | Kawawacho           | 川和町           | 1,7           |                                       | Tsuzuki        |
| G03    | Tsuzuki-fureainooka | 都筑ふれあいの丘 | 3,7           |                                       | Tsuzuki        |
| G04    | Center Minami       | センター南       | 4,8           | Métro de Yokohama : ligne bleue       | Tsuzuki        |
| G05    | Center Kita         | センター北       | 5,7           | Métro de Yokohama : ligne bleue       | Tsuzuki        |
| G06    | Kita-yamata         | 北山田           | 7,4           |                                       | Tsuzuki        |
| G07    | Higashi-yamata      | 東山田           | 8,8           |                                       | Tsuzuki        |
| G08    | Takata              | 高田             | 10,3          |                                       | Kōhoku         |
| G09    | Hiyoshi-honcho      | 日吉本町         | 11,6          |                                       | Kōhoku         |
| G10    | Hiyoshi             | 日吉             | 13,0          | Tōkyū : Tōyoko, Meguro, Shin-Yokohama | Kōhoku         |

## Matériel roulant

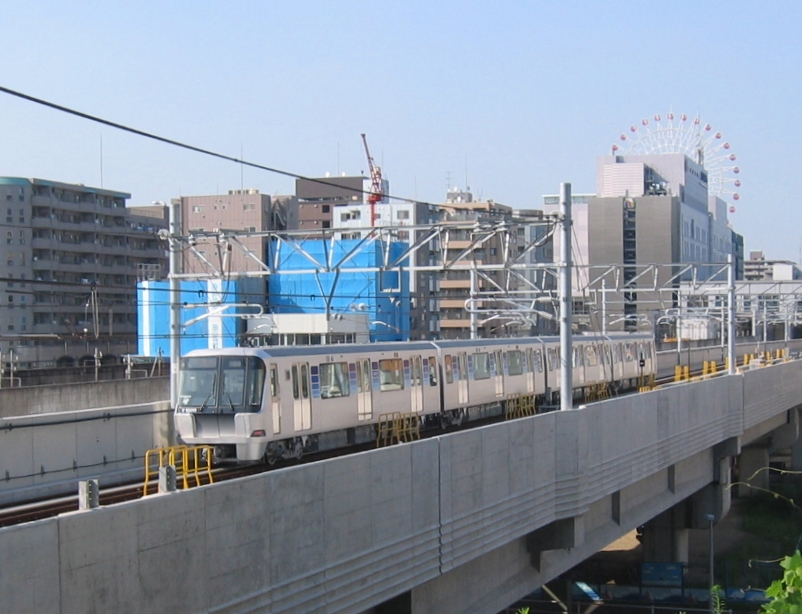
Rame de métro série 10000 lors des essais

La ligne verte utilise des rames de métro série 10000. Ces rames ont la particularité d'être propulsées par des moteurs électriques linéaires. La ville a passé commande de 15 trains à la société Kawasaki en 2005. Les deux premiers trains de pré-production ont été livrés en juin 2007. Le premier train de production a été livré en juillet 2007. Les 15 trains de quatre véhicules sont entrés en service en mars 2008 avec l’ouverture de la ligne. Deux autres trains ont été livrés le 29 mars 2014. En 2018, il a été annoncé que d'ici 2024, dix des dix-sept trains en service seraient rallongés à six voitures afin de compenser l'augmentation du trafic de la ligne verte.